# ارس مجنون
ارس مجنون (نام علمی: Juniperus flaccida) نام یک گونه از سرده ارس است.